# Delta fluvial invertido
Un delta fluvial invertido, también denominado delta interior o delta interno, es un tipo especial de delta fluvial en el que el extremo estrecho del delta aparece a orillas del mar y la parte más ancha se encuentra en el interior, por lo que, con respecto al resto de deltas, la posición de ambos extremos se invierte.

## Explicación

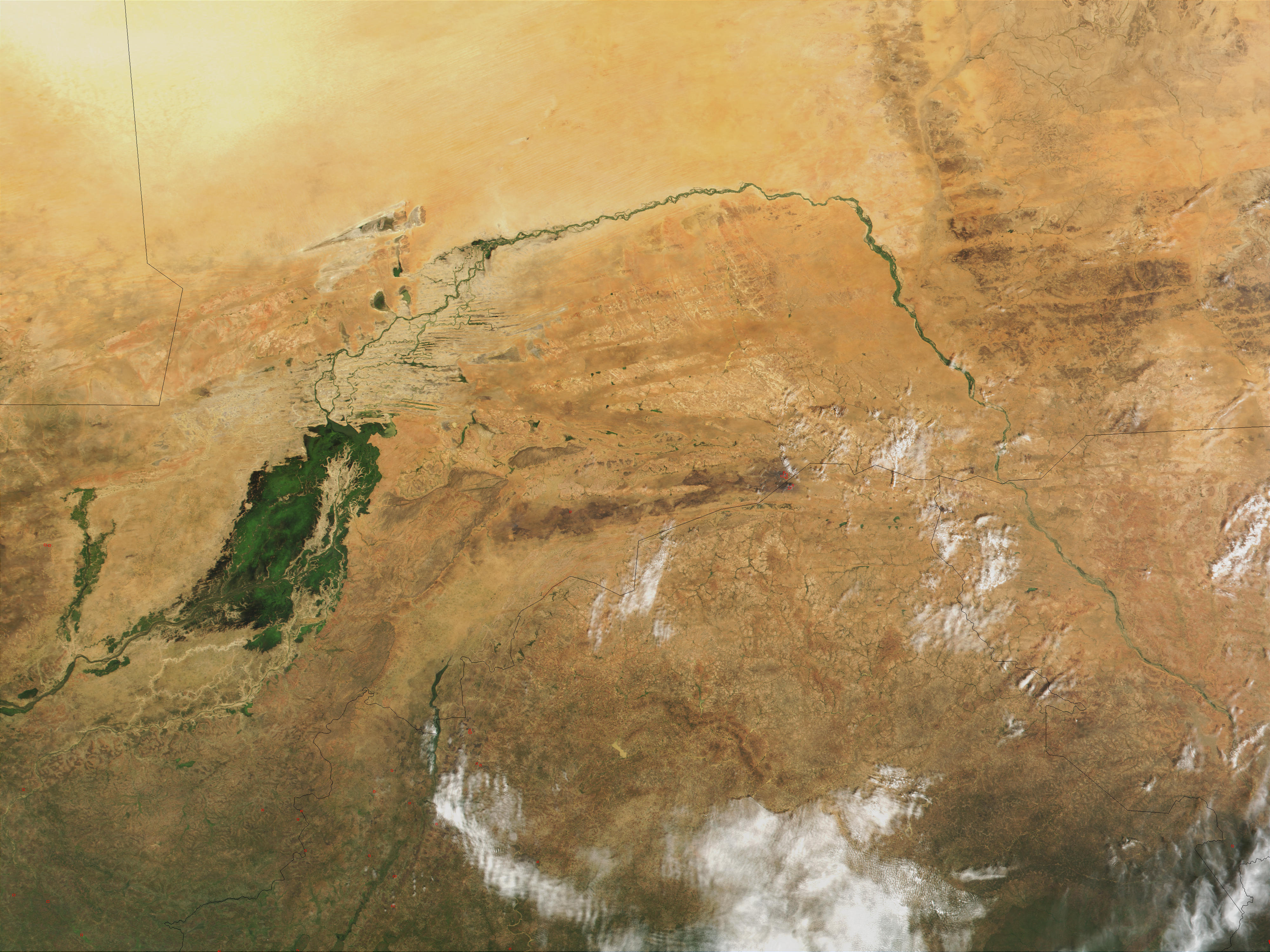
Delta interior del río Niger

En un típico delta de río, el final estrecho del delta está localizado en el punto donde el río entra en un delta, a partir del cual surge una amplia zona con forma de abanico, formada por la sedimentación, que se extiende hacia el exterior en el cuerpo de agua en el río que desemboca. En algunos raros casos, el delta se forma en la salida del río de un valle ancho y plano, pero aún dentro de él. Los sedimentos se van acumulando en esta zona, mientras que el agua sale al mar a través de una bahía, por lo que el vértice del delta se encuentra de forma invertida a la que lo hace generalmente.
Los deltas invertidos normalmente no duran mucho en términos geológicos, ya que tienden a llenar el depósito de sedimentos con bastante rapidez y, finalmente, convertirse en deltas normales. Sin embargo, es justo recordar que los deltas internos que desembocan en un océano a través de un estuario son deltas invertidos que se han "fosilizado", al quedar aislados tierra adentro por no llegar la acción directa de las mareas que impedirían el depósito de los sedimentos deltaicos durante el reflujo de las mismas. Es el caso del delta del Paraná, localizado justo antes del estuario del Río de la Plata; también del Guadalquivir (en Las Marismas, antes del estuario); del río Magdalena, que presenta el delta invertido en la depresión momposina. Muchos otros ríos presentan esta dualidad de delta interno (invertido) y estuario en contacto con el océano motivado por la misma razón, es decir, por la acción de las mareas en la limpieza y ampliación del estuario y la formación de un delta interior en el punto donde esas mareas ya no ejercen prácticamente ninguna influencia.

## Ejemplos

### Delta de los ríos Sacramento y  San Joaquín

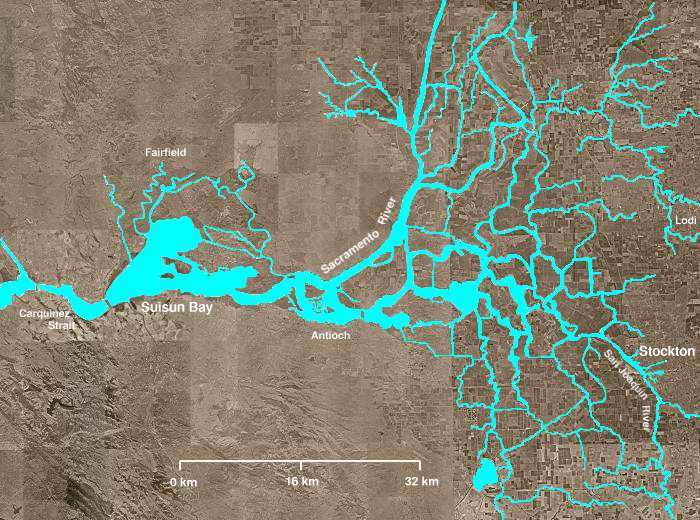
Fotografía del delta de los ríos Sacramento y San Joaquín en California, con la bahía Suisun en el centro-izquierda y el estrecho de Carquinez al fondo a la izquierda

Un ejemplo clásico de delta invertido es el delta de los ríos Sacramento y San Joaquín en California, Estados Unidos. El agua de los ríos Sacramento y San Joaquín que drenan la totalidad del Valle Central de California a través de la salida del Estrecho de Carquinez, una pequeña laguna que se encuentra en el punto donde dicho valle se abre a través de la Cadena costera del Pacífico.

### El río Tajo

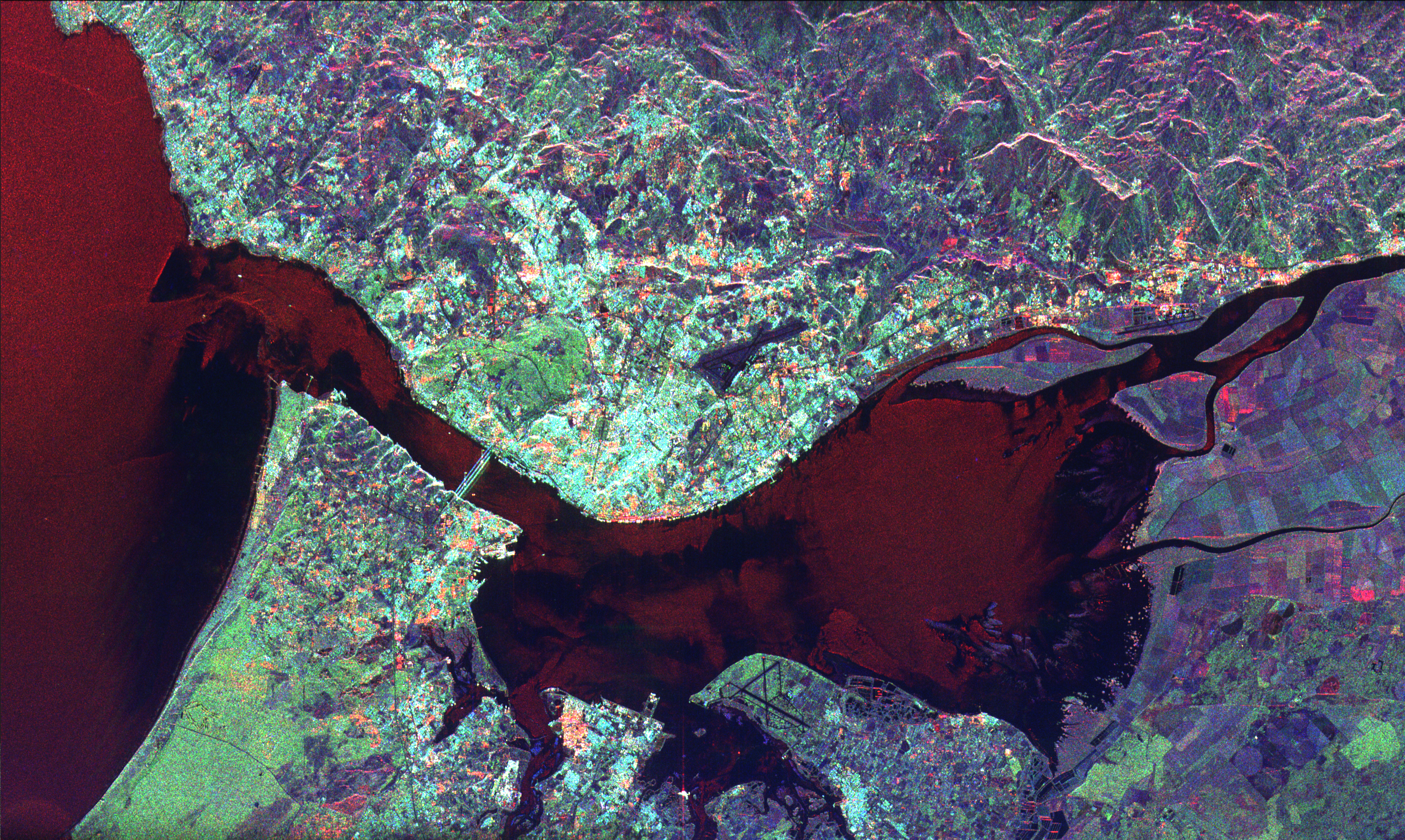
La ciudad de Lisboa y el río Tajo vistos desde el espacio

Otro ejemplo es el delta del río Tajo en Portugal, aunque, debido a la sedimentación de este delta, ahora sólo está muy parcialmente invertido, con el valle ya casi lleno de sedimentos. Tiene todavía unos 15 km de ancho y 25 kilómetros de largo, en comparación con los 2 kilómetros de ancho de salida al mar, y forma una gran laguna con grandes bancos de arena que quedan al descubierto durante las mareas bajas. Poseía una tamaño mucho mayor hace miles de años.  Es un delta interno muy intervenido y canalizado para desarrollar las actividades agrícolas. 

### La Mojana
En Colombia, existe una región denominada "La Mojana" la cual es la desembocadura del Río Cauca sobre una depresión, está se caracteriza por su múltiples canales y lagunas que terminaron sedimentando las riveras del Río San Jorge.
- Datos: Q302646
- Multimedia: Inland deltas / Q302646